# Briant H. Wells

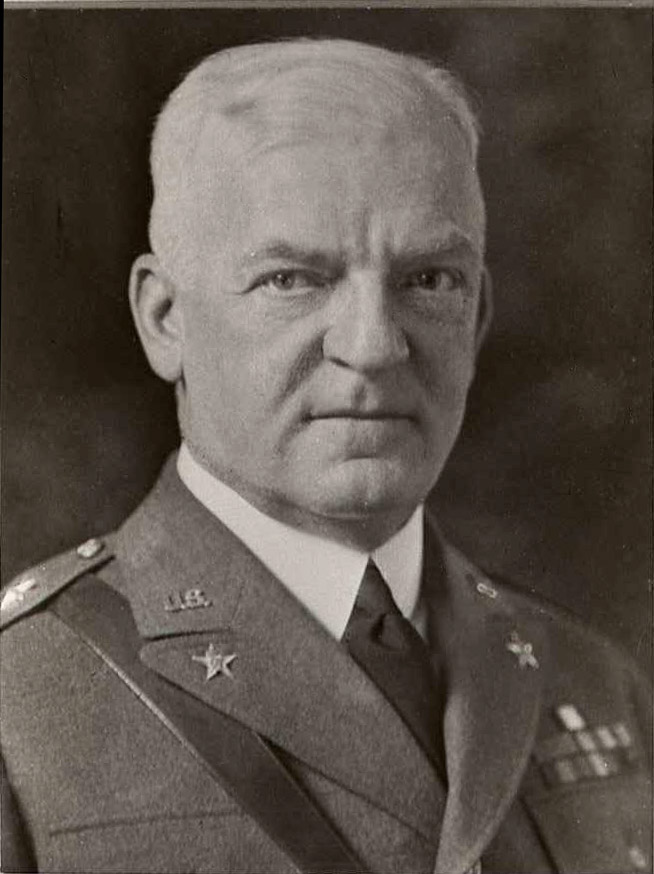
Briant Wells

Briant Harris Wells (* 5. Dezember 1871 in Salt Lake City, Utah-Territorium; † 10. Juni 1949 in Long Beach, Los Angeles County, Kalifornien) war ein Generalmajor der United States Army. Er war unter anderem Kommandeur des Hawaiian Department.
Briant Wells war der Sohn von Daniel Hanmer Wells (1814–1891) und dessen Frau Martha Givens Harris (1832–1908). Der Vater war Bürgermeister von Salt Lake City, Apostel der Kirche Jesu Christi der Heiligen der Letzten Tage und Leiter der Nauvoo Legion, einer Vorgängerorganisation der späteren Nationalgarde von Utah. Zu Briants zahlreichen Geschwistern zählten der Bruder Heber Manning Wells (1859–1938), der erste Gouverneur des Bundesstaates Utah, und die Frauenrechtlerin Elizabeth Anne Wells Cannon (1859–1942).
Zwischen dem 17. Juni 1890 und dem 12. Juni 1894 durchlief Briant Wells die United States Military Academy in West Point. Nach seiner Graduation wurde er als Leutnant der Infanterie zugeteilt. In der Armee durchlief er anschließend alle Offiziersränge vom Leutnant bis zum Zweisterne-General. Zwischen 1894 und 1897 diente er im 2. Infanterieregiment im Department of the Platte bzw. ab 1896 im Department of Dakota. Es folgten einige Monate als Lehrer bei der Nationalgarde von Utah. Anschließend nahm er als Oberleutnant mit dem 18. Infanterieregiment am Spanisch-Amerikanischen Krieg teil. Dabei war er auf Kuba stationiert, wo er unter anderem an der Schlacht von San Juan Hill teilnahm und verwundet wurde. Anschließend wurde er auf die Philippinen versetzt, wo er bis 1901 am Philippinisch-Amerikanischen Krieg teilnahm. Dort war er in mehrere Gefechte verwickelt.
Nach einer kurzen Dienstzeit beim Department of the Lakes kehrte er bereits Anfang 1902 auf die Philippinen zurück. Dort verblieb er zunächst bis 1904. Nach einer Unterbrechung in den Jahren 1904 bis 1907, während der er in Colorado stationiert war, kehrte er 1907 ein weiteres Mal auf die Philippinen zurück, wo er bis 1909 auf Luzon stationiert war. Danach war er bis 1912 beim Department of the East als Quartiermeister tätig. Das Hauptquartier dieses Departments lag auf Governors Island. Es folgte seine Versetzung zum 29. Infanterieregiment, mit dem er im Jahr 1915 in die Panamakanalzone verlegt wurde. Dort verblieb er bis Anfang Mai 1916. Nach einer kurzen Zeit als Stabsoffizier wurde Briant Wells, nun als Major, mit der 16th Provisional Division nach Arizona entsandt, wo er Stabschef dieser Einheit während der Mexikanische Expedition war. Dort verblieb er bis April 1917.
Nach dem amerikanischen Eintritt in den Ersten Weltkrieg im April 1917 war Briant Wells Generalstabsoffizier in Washington, D.C. Dann wurde er mit der Aufstellung und Ausbildung des 318. Infanterieregiments betraut. Später übernahm er das Kommando über das Regiment. Anschließend wurde er in den Stab von General Tasker H. Bliss, des Chief of Staff of the Army berufen. Zwischen dem 28. Dezember 1917 und dem 26. Juli 1918 war er in dieser Eigenschaft amerikanischer Vertreter beim Alliierten Kriegsrat in Versailles. Zwischen Juli und Oktober 1918 war Wells Stabschef des damals neuaufgestellten VI. Corps. In dieser Funktion nahm er an der Schlacht von St. Mihiel teil. Dann wechselte er zum IV. Corps, wo er ebenfalls als Stabschef tätig war. Mit dieser Einheit nahm er an der Maas-Argonnen-Offensive und an der Alliierten Rheinlandbesetzung teil. Er blieb bis zur Auflösung des Korps im Mai 1919 dessen Stabschef und gehörte zu den Besatzungstruppen in Deutschland (Rheinland).
In den Jahren 1919 bis 1923 übte Briant Wells Generalstabsaufgaben im Kriegsministerium aus. Am 4. Dezember 1922 wurde er zum Brigadegeneral befördert. Zwischen November 1923 und März 1926 leitete er die United States Army Infantry School in Fort Benning in Georgia. Die folgenden vier Jahre war er erneut im Kriegsministerium, wo er wieder Generalstabsaufgaben wahrnahm. Zwischen dem 21. März und dem 19. September 1930 kommandierte der inzwischen zum Generalmajor beförderte Wells die 1. Infanteriedivision. Es folgte das Kommando über die Hawaiian Division, das er zwischen dem 25. Oktober 1930 und dem 1. September 1931 innehatte. Sein letztes Kommando hatte er zwischen dem 14. September 1931 und dem 30. September 1934 als Kommandeur des Hawaiian Department. Wenig später ging er in den Ruhestand.
Briant Wells verbrachte seinen Lebensabend in Honolulu. Dort wurde er Mitglied zahlreicher auf Hawaii bezogener Organisationen und Vereinigungen. Er starb am 10. Juni 1949 auf dem Weg zu einem Klassentreffen seiner alten West-Point-Klasse in Long Beach in Kalifornien. Der mit Mary Jane Jennings (1877–1959) verheiratete Generalmajor fand seine letzte Ruhestätte auf dem Nationalfriedhof Arlington.

## Orden und Auszeichnungen
Briant Wells erhielt im Lauf seiner militärischen Laufbahn unter anderem folgende Auszeichnungen:
- Army Distinguished Service Medal
- Silver Star
- Purple Heart
- Spanish Campaign Medal
- Philippine Campaign Medal
- Mexican Border Service Medal
- World War I Victory Medal
- Army of Occupation of Germany Medal
- Orden der Ehrenlegion (Frankreich)